# (73188) 2002 JU
2002 جاي يو (ويعرف أيضًا باسم (73188) 2002 جاي يو وفق تسمية الكوكب الصغير) (بالإنجليزية: 2002 JU)‏ هو كويكب ضمن حزام الكويكبات؛ وترتيبه 73188 من حيث الاكتشاف.
اكتُشف هذا الجُرم الفلكي بواسطة William Kwong Yu Yeung ‏ في 3 مايو 2002.

## وصلات خارجية
- (73188) 2002 JU في قاعدة بيانات مختبر الدفع النفاث لأجرام النظام الشمسي الصغيرة

- الاكتشاف · مخطط المدار ·  العناصر المدارية · المعلمات المادية

- (73188) 2002 JU على موقع ويكي سكاي: DSS2, SDSS, GALEX, IRAS, Hydrogen α, X-Ray, Astrophoto, Sky Map, Articles and images